# Marco Lucchesi

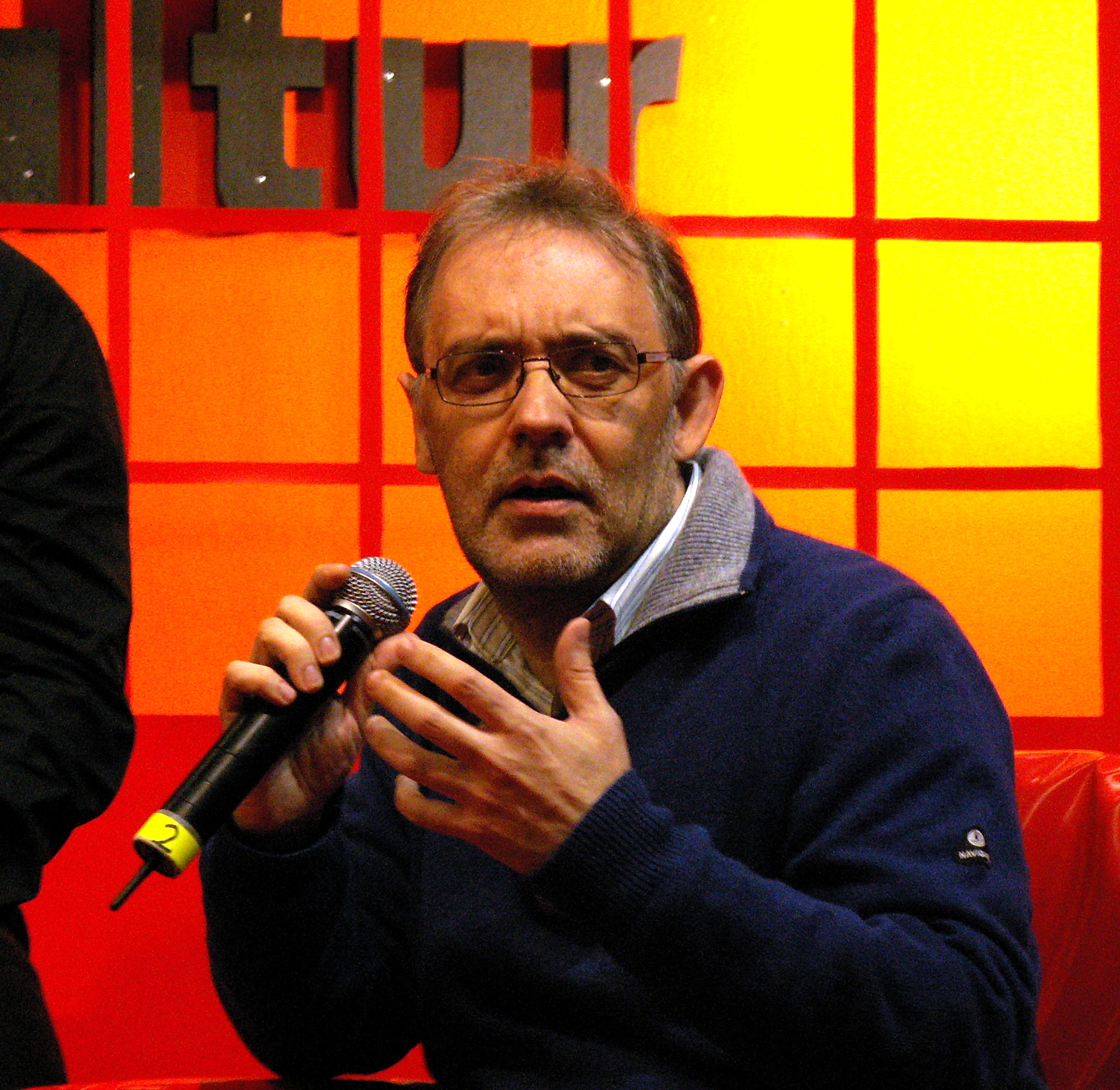
Marco Americo Lucchesi

Marco Americo Lucchesi (* 9. Dezember 1963 in Rio de Janeiro) ist ein brasilianischer Schriftsteller italienischer Herkunft, Lyriker, Übersetzer und Hochschullehrer für Literatur.

## Leben
Marco Lucchesi ist Professor für Italienische Literatur an der Bundesuniversität Universidade Federal do Rio de Janeiro (UFRJ) und an der Fundação Oswaldo Cruz (Fiocruz).
Für sein dichterisches Gesamtwerk erhielt er den Literaturpreis Prêmio Alceu.
2018 wurde er amtierender Präsident der Academia Brasileira de Letras und wiedergewählt.
2023 wurde er zum Präsidenten der Nationalbibliothek Brasiliens ernannt.

## Ehrungen
Marco Lucchesi wurde am 3. März 2011 in die Academia Brasileira de Letras, die brasilianische Akademie der Literatur in Rio de Janeiro, aufgenommen. Er ist in Nachfolge von Fernando Bastos de Ávila der siebente Inhaber des nach Antônio Gonçalves Dias benannten Sitzes Nummer 15.

## Werke
- Breve introdução ao Inferno de Dante. Rio de Janeiro, 1985.
- A Paixão do Infinito. Niteróis, 1994.
- Saudades do paraíso. Lacerda Ed., Rio de Janeiro 1997, ISBN 85-210-0036-7.
- Bizâncio. Ed. Record, Rio de Janeiro 1997, ISBN 85-01-04991-3.
- O sorriso do caos. Ed. Record, Rio de Janeiro 1997, ISBN 85-01-04779-1.
- Teatro alquímico. Diário de leituras. Rio de Janeiro, Artium Ed. 1999, ISBN 85-86039-16-0. (Prêmio Eduardo Frieiro)
- Poesie. ohne Ort, Grilli Ed. 1999.
- Os olhos do deserto. Rio de Janeiro, Ed. Record 2000, ISBN 85-01-05773-8.
- Poemas Reunidos. Rio de Janeiro, 2000.
- Lucca dentro. Poesie. M. Pacini Fazzi, Lucca 2002, ISBN 88-7246-544-3.
- Sphera. Rio de Janeiro, 2003. (Prêmio Alphonsus de Guimaraens)
- A Memória de Ulisses. Rio de Janeiro, 2006.  (Prêmio João Fagundes de Meneses)
- Meridiano Celeste & Bestiário. Rio de Janeiro, 2006.
- Ficções de um Gabinete Ocidental. Rio de Janeiro, 2009. (Premio Ars Latina de Ensaio und Prêmio Origenes Lessa)

## Werke auf Deutsch
- Erwartungslicht. Leonardo Verlag, Curitiba/Berlin, 2003. (Herausgeber und Übersetzer: Curt Meyer-Clason).